# Löffler Aurél
Löffler Aurél, dr. (beceneve: Luri; Torontáltorda, 1911. május 23. – Eger, 2011. január 31.) erdélyi magyar jégkorongozó, a csíkszeredai jégkorongsport egyik megalapítója.

## Élete
Gyermekkorát és ifjúkorát szülővárosában töltötte el. Ugyanitt végezte elemi és középiskolai tanulmányait, valamint itt is érettségizett. Az első és a második világháború között oklevelet szerzett Bukarestben, majd a fiatal ügyvédet kihelyezték Brăila városába.
A második bécsi döntést követően jelentkezett a magyar hatóságoknál, így egészen 1944-ig szolgálatot teljesített Máramarosszigeten.
A második világháború után Egerbe költözött, és itt élt családjával. Itt Eger város pénzügyi osztályának jogászaként munkálkodott. Később nyugdíjazták, és ezt követően idegenvezetőként tevékenykedett, folyékonyan beszélt hat nyelven.
Rövid, néhány napig tartó betegséget követően hunyt el Egerben, 2011. január 31-én.

| Kattints az alábbi külső linkek egyikére! | Kattints az alábbi külső linkek egyikére! |
| ----------------------------------------- | ----------------------------------------- |
| Nem található szabad kép.(?)              |                                           |
| külső link · jogvédett                    | Löffler Aurél                             |

## Pályafutása
Visszaemlékezéseiben többek közt utalt arra, hogy 1928-ban részt vett egy Csíkszeredában megrendezett korcsolyaversenyen. Ezen a helyen alakult ki azon csíkszeredai fiatalok csoportja, akik 1929-ben, egy évvel a verseny után megalapították az első csíkszeredai jégkorongcsapatot. Egyes feljegyzések a következő személyeket sorolják a megalapítók közé: Bedő Ákos, Schmidt Béla, Vákár Lajos, Löffler Aurél, Czáka István, Miklós Gyula és Dóczi János. Az együttes mecénása Dóczi András volt. Löffler Aurél tagja volt annak a csíkszeredai jégkorongcsapatnak is, amelyik először játszott hivatalos meccseket Csíkszeredában, a Bukaresti Tenisz Klub ellen 1931 januárjában.
Csíkszeredában Trianon után szinte semmilyen társasági élet nem volt, egyetlen kivétel talán a mozi. Itt minden héten egy-egy filmet vetítettek, és előtte egy híradót. Az egyik híradóban láttuk, hogy ott hokiznak. Láttuk, hogy valakik egy bottal korcsolyáznak, jönnek-mennek, lökik fel egymást. Többször megnéztük egy páran, Vákárral, a többi fiúval, és a látottak alapján született meg az ötlet, hogy csináljunk mi is egy hokicsapatot. Addig sportélet Csíkban nem nagyon volt: egy kicsi korcsolya, valami gyenge focizás, de más semmi. Az első közös gyakorlatok után bejelentkeztünk a román szövetséghez, hogy itt vagyunk, hokizunk. Az akkori román szövetségnek három tagja volt: egy bukaresti csapat, a kolozsvári egyetemisták és az inkább ukránokból álló Csernovitz.